# Coeriana hadenoides
Coeriana hadenoides là một loài bướm đêm trong họ Noctuidae.